# Saint-Étienne-lès-Remiremont
Saint-Étienne-lès-Remiremont is een gemeente in het Franse departement Vosges in de regio Grand Est. De plaats maakt deel uit van het arrondissement Épinal.

## Geografie
De oppervlakte van Saint-Étienne-lès-Remiremont bedraagt 33,8 km², de bevolkingsdichtheid is 120,0 inwoners per km².
De onderstaande kaart toont de ligging van Saint-Étienne-lès-Remiremont met de belangrijkste infrastructuur en aangrenzende gemeenten.

## Demografie
Onderstaande figuur toont het verloop van het inwonertal (bron: INSEE-tellingen).